# Cyanopterus laevibasis
Cyanopterus laevibasis är en stekelart som först beskrevs av Günther Enderlein 1920.  Cyanopterus laevibasis ingår i släktet Cyanopterus och familjen bracksteklar. Inga underarter finns listade i Catalogue of Life.